# 明和町立明和中学校 (群馬県)
明和町立明和中学校(めいわちょうりつめいわちゅうがっこう)は、群馬県明和町にある公立中学校である。
行事、
毎年行われる行事として体育祭、合唱コンクール、卒業式等がある。新型コロナウイルス感染症拡大防止の観点から学年ごとに短縮されていた体育祭や卒業式も今年度から通常通り開催された
第一学年では林間学校に、第二学年では東京校外学習や職場体験、スキー教室など、第三学年では京都奈良への修学旅行があります

## 概要
1962年4月1日千江田中、梅島中、佐貫中の統合で開校した。
1つの学年に3つの学級が設置されている。

## 沿革
- 1962年4月1日 - 開校。

## 校歌
作詞は贄田太二郎、作曲は金井恒雄がおこなっている。

## 進学前小学校
- 明和町立明和東小学校
- 明和町立明和西小学校

## 周辺
- 川俣駅 - 東武伊勢崎線